# Kraftwerk Mascarenhas de Moraes
Das Kraftwerk (Marechal) Mascarenhas de Moraes (portugiesisch Usina (hidrelétrica) (Marechal) Mascarenhas de Moraes), auch Kraftwerk Peixoto (port. Usina hidrelétrica Peixoto) genannt, ist ein Wasserkraftwerk im brasilianischen Bundesstaat Minas Gerais, das den Rio Grande zu einem Stausee (port. Represa Mascarenhas de Moraes bzw. Represa (de) Peixoto) aufstaut. Ein paar Kilometer vom Kraftwerk entfernt befindet sich die Gemeinde Ibiraci.
Das Projekt zur Errichtung des Kraftwerks geht bis in das Jahr 1947 zurück, als der Stromversorger CPFL seine Erzeugungskapazität zunehmend erschöpft sah. Im Jahre 1950 erhielt CPFL die Konzession zur Errichtung und noch im selben Jahr wurde mit dem Bau von Peixoto begonnen. Die ersten beiden Maschinen gingen 1957 ans Netz, die letzten beiden 1968.
Das Kraftwerk wurde im Dezember 1968 von Peixoto in (Marechal) Mascarenhas de Moraes umbenannt, zu Ehren von Marschall João Baptista Mascarenhas de Morais, der am 17. September 1968 gestorben war. Am 1. August 1973 wurde der Betrieb des Kraftwerks von CPFL an Furnas Centrais Elétricas übertragen.

## Absperrbauwerk
Das Absperrbauwerk besteht aus einer Bogenstaumauer in der Mitte, flankiert von Gewichtsstaumauern an beiden Seiten. Auf der rechten Seite befindet sich die Haupt-Hochwasserentlastung, bestehend aus 11 Toren mit einer Breite von 10,67 m und einer Höhe von 12,98 m. Es können maximal 9.350 m³/s abgeführt werden. Zusätzlich wurde auf der äußersten linken Seite eine weitere Hochwasserentlastung mit zwei Toren errichtet, die max. 3.100 m³/s ableiten kann. Daneben und unterhalb der linken Staumauer liegt das Maschinenhaus. Die Länge der Staudammkrone beträgt 600 m, sie liegt auf einer Höhe von 669 m über dem Meeresspiegel. Das Volumen des Bauwerks beträgt 800.000 m³. Beim maximalen Stauziel von 666 m erstreckt sich der Stausee über eine Fläche von rund 250 km² und fasst 4,04 Mrd. m³ Wasser – davon können 2,5 Mrd. m³ zur Stromerzeugung genutzt werden.

## Kraftwerk
Das Kraftwerk Mascarenhas de Moraes ist mit einer installierten Leistung von 476 MW eines der mittelgroßen Kraftwerke von Furnas. Die durchschnittliche Jahreserzeugung schwankt: sie lag im Jahre 2006 bei 2,849 Mrd. kWh und 2009 bei 3,097 Mrd. kWh.

### Maschinen
Es sind insgesamt zehn Maschinen mit unterschiedlicher Leistung installiert, die von 1957 bis 1968 in Betrieb gingen. Die folgende Tabelle gibt einen Überblick:
| Maschine | Max. Leistung (MW) | Betriebsbeginn | Turbine      | Generator            | Nenndrehzahl (1/min) | Rotordurchmesser (m) |
| -------- | ------------------ | -------------- | ------------ | -------------------- | -------------------- | -------------------- |
| 1        | 40                 | 1957           | Dominion     | Westinghouse         | 128,6                | 3,911                |
| 2        | 40                 | 1957           | Dominion     | Westinghouse         | 128,6                | 3,911                |
| 3        | 48                 |                | Morgan Smith | Westinghouse         | 138,5                | 3,947                |
| 4        | 48                 |                | Morgan Smith | Westinghouse         | 138,5                | 3,947                |
| 5        | 49                 |                | W. Stell     | General Electric     | 128,6                | 4,013                |
| 6        | 49                 |                | W. Stell     | General Electric     | 128,6                | 4,013                |
| 7        | 49                 |                | W. Stell     | General Electric     | 128,6                | 4,013                |
| 8        | 49                 |                | W. Stell     | General Electric     | 128,6                | 4,013                |
| 9        | 52                 | 1968           | MEP          | Brown, Boveri & Cie. | 138,5                | 3,950                |
| 10       | 52                 | 1968           | MEP          | Brown, Boveri        | 138,5                | 3,950                |

Die zehn Francis-Turbinen befinden sich in einem Maschinenhaus am Fuße der linken Staumauer. Die zugehörigen Generatoren haben eine Nennspannung von 13,8 kV und eine Nennfrequenz von 60 Hz. In der Schaltanlage wird die Generatorspannung von 13,8 kV mittels ein- und dreiphasigen Leistungstransformatoren auf 138 und 345 kV hochgespannt. Die Schaltanlage befindet sich auf der linken Seite des Flusses.
Das Kraftwerk ist im Besitz von Furnas Centrais Elétricas und wird auch von Furnas betrieben.

## Sonstiges
Im Februar 2014 fiel der Stausee infolge von Trockenheit auf 75 % des Volumens bei maximalem Stauziel. Im August 2014 erlaubte ein Richter der Betreiberfirma Furnas, den Wasserpegel bis zum minimalen Stauziel von 653 m, bei dem der Betrieb der Maschinen noch möglich ist, abzusenken, um die Stromerzeugung aufrechtzuerhalten. Dies trifft Gemeinden wie z. B. Delfinópolis empfindlich, bei denen große landwirtschaftliche Flächen bewässert werden.